# スルホニウム

スルホニウムイオンの一般式

スルホニウム (英: sulfonium) とは、陽イオン H3S+ のこと。または硫黄化合物のうち一般構造式が R1(R2)(R3)S+ と表される化合物群のこと（R1, R2, R3 は水素または有機基）。

## 命名
- スルホニウム H3S+ の置換体として命名する。
  - 例：(H3C)3S+：トリメチルスルホニウム
- 置換基名「スルホニオ」{\displaystyle {\ce {(R^1(R^2)S+-)}}} を用いる。
  - 例：(H3C)2S+CH2CH2COO−：ジメチルスルホニオプロピオナート
- 代置接頭辞「スルホニア」を用いる。

## スルホニオ基
{\displaystyle {\ce {R^1(R^2)S+}}}- と表される1価の置換基をスルホニオ基 (sulfonio group) と呼ぶ。

## 合成
スルフィドにハロゲン化アルキルを作用させるとスルホニウムが得られる。
{\displaystyle {\ce {{R^{1}-S-R^{2}}+R^{3}-I->R^{1}(R^{2})(R^{3})S+\cdot I-}}}

## 反応
スルホニウム化合物は、スルフィドを脱離基とした求核置換反応を受ける。
{\displaystyle {\ce {R2S+CH3 + Nu- -> R2S + H3C-Nu}}}
スルホニウム中心に隣接した炭素上に水素がある場合、十分に強い塩基を作用させると硫黄イリド（スルホニウムイリド）に変わる。
{\displaystyle {\ce {{R_{2}^{1}S+CH2R^{2}}+(Base)^{-}->{R_{2}^{1}S+C^{-}HR^{2}}+(Base)\cdot H}}}
このスルホニウムイリドはリンイリドと異なり、カルボニル基と反応するとエポキシドを生成させる（コーリー・チャイコフスキー反応）。